# Schoutedenomyia kroeberi
Schoutedenomyia kroeberi är en tvåvingeart som beskrevs av Lyneborg 1976. Schoutedenomyia kroeberi ingår i släktet Schoutedenomyia och familjen stilettflugor.
Artens utbredningsområde är Moçambique. Inga underarter finns listade i Catalogue of Life.